# Мезозой
Мезозо́й, или мезозо́йская эра, MZ (от др.-греч. μέσος «средний» + ζωή «жизнь») — геологическая эра, которая продолжалась от 251,902 ± 0,024 млн лет назад до 66,0 млн лет назад (всего около 186 млн лет). Впервые эту эру выделил британский геолог Джон Филлипс в 1841 году.
Мезозой следовал за палеозоем и предшествовал кайнозою. Вместе эти три эры составляют фанерозойский эон.
Мезозойская эра делится на три периода: триасовый, юрский и меловой.
Мезозой — эра тектонической, климатической и эволюционной активности. Происходит формирование основных контуров современных материков и горообразование на периферии Тихого, Атлантического и Индийского океанов; разделение суши способствовало видообразованию и другим важным эволюционным событиям. Климат был тёплым на протяжении всего временного периода, что также сыграло важную роль в эволюции и образовании новых видов животных. К концу эры основная часть видового разнообразия жизни приблизилась к современному её состоянию.
Начиная с триасово-юрского вымирания и вплоть до конца эры доминирующими наземными позвоночными являлись динозавры, из-за чего мезозой часто называют эпохой динозавров или эпохой рептилий.

## Геологические периоды
Согласно геохронологической шкале, мезозой разделён на три периода, в следующем порядке (начало — конец, млн лет назад):
- триасовый период (251,902 ± 0,024 — 201,4 ± 0,2);
- юрский период (201,4 ± 0,2 — около 145,0);
- меловой период (около 145,0 — 66,0).

Нижний (между пермским и триасовым периодами, то есть между палеозоем и мезозоем) рубеж означен массовым пермо-триасовым вымиранием, в результате которого погибло примерно 90—96 % морской фауны и 70 % сухопутных позвоночных животных. Верхняя граница установлена на рубеже мелового периода и палеогена, когда произошло другое очень крупное вымирание многих групп растений и животных, которое чаще всего объясняют падением гигантского астероида (кратер Чиксулуб на полуострове Юкатан) и последовавшей за этим «астероидной зимой». Вымерло приблизительно 50 % всех видов, включая всех нелетающих динозавров.
| Докембрий | Фанерозой | Фанерозой | Фанерозой | Фанерозой | Фанерозой | Фанерозой | Фанерозой | Фанерозой | Фанерозой | Фанерозой | Фанерозой | Фанерозой | Эон       |
| Докембрий | Палеозой  | Палеозой  | Палеозой  | Палеозой  | Палеозой  | Палеозой  | Мезозой   | Мезозой   | Мезозой   | Кайнозой  | Кайнозой  | Кайнозой  | Эра       |
| --------- | --------- | --------- | --------- | --------- | --------- | --------- | --------- | --------- | --------- | --------- | --------- | --------- | --------- |
| Докембрий | Кембрий   | Ордо вик  | Сил ур    | Девон     | Карбон    | Пермь     | Триас     | Юра       | Мел       | Палео ген | Нео ген   |           | П-д       |
| 4567      | 538,8     | 486,85    | 443,1     | 419,62    | 358,86    | 298,9     | 251,902   | 201,4     | 143,1     | 66,0      | 23,04     |           | млн лет ← |
| 4567      | 538,8     | 486,85    | 443,1     | 419,62    | 358,86    | 298,9     | 251,902   | 201,4     | 143,1     | 66,0      | 23,04     | 2,58      |           |

## Тектоника и палеогеография

Распад Пангеи

По сравнению с энергичным горообразованием позднего палеозоя, мезозойские тектонические деформации можно считать относительно мягкими. Основным тектоническим событием был распад суперконтинента Пангеи на северную часть (Лавразию) и южную (Гондвану). Позже распались и они. При этом образовался Атлантический океан, окружённый в основном континентальными окраинами пассивного типа (например, восточное побережье Северной Америки). Обширные трансгрессии, преобладавшие в мезозое, привели к появлению многочисленных внутриконтинентальных морей.
К концу мезозоя континенты практически приняли современные очертания. Лавразия разделилась на Евразию и Северную Америку, Гондвана — на Южную Америку, Африку, Австралию, Антарктиду и Индийский субконтинент, столкновение которого с азиатской континентальной плитой вызвало интенсивный орогенез с поднятием Гималайских гор.

### Африка
В начале мезозойской эры Африка ещё находилась в составе суперконтинента Пангеи и обладала относительно общей с ним фауной, в которой доминировали тероподы, прозауроподы и примитивные птицетазовые динозавры (к концу триаса).
Ископаемые позднего триасового периода находятся в Африке повсюду, но чаще встречаются на юге, чем на севере континента.
Как известно, временной рубеж, отделяющий триас от юрского периода, проведён по глобальной катастрофе с массовым вымиранием видов (триасово-юрское вымирание), но африканские слои этого времени на сегодняшний день остаются малоизученными.
Залежи ископаемых останков раннего юрского периода распределены аналогично залежам позднего триаса, с более частыми выходами на юге континента и уменьшающимся числом залежей по направлению на север. На протяжении юрского периода по Африке всё больше распространялись такие знаковые группы динозавров, как зауроподы и орнитоподы.
Палеонтологические слои середины юрского периода в Африке слабо представлены и также слабо изучены.
Позднеюрские слои здесь тоже представлены плохо за исключением впечатляющего собрания юрской фауны Tendeguru в Танзании, окаменелости которого очень похожи на те, что найдены в палеобиотической формации Моррисона на западе Северной Америки и относятся к тому же периоду.
В середине мезозоя, около 150—160 миллионов лет назад, Мадагаскар отделился от Африки, оставаясь при этом соединённым с Индией и остальной частью Гондваны. Среди ископаемых Мадагаскара были обнаружены абелизавры и титанозавры.
В эпоху раннего мела от Гондваны отделилась часть суши, составляющая Индию и Мадагаскар. В позднем меле началось расхождение Индии и Мадагаскара, продолжавшееся вплоть до достижения современных очертаний.
В отличие от Мадагаскара, материковая часть Африки тектонически была относительно стабильной на протяжении мезозоя. И, однако, несмотря на стабильность, значительные изменения произошли в её положении относительно других материков по мере того, как Пангея продолжала распадаться на части. К началу позднего мелового периода от Африки отделилась Южная Америка, завершив тем самым формирование Атлантического океана в его южной части. Это событие оказало огромное влияние на глобальный климат путём изменения океанических течений.
В меловом периоде Африка была заселена аллозавроидами и спинозавридами. Африканский теропод спинозавр был одним из самых крупных плотоядных животных, живших на Земле. Среди травоядных животных в древних экосистемах тех времён важное место занимали титанозавры.
Залежи ископаемых мелового периода встречаются чаще, чем залежи юрского, но часто не могут быть датированы радиометрически, что затрудняет определение их точного возраста. Палеонтолог Луи Джейкобс, проведший достаточно времени на полевых работах в Малави, утверждает, что африканские залежи ископаемых «нуждаются в более тщательных раскопках» и обязательно окажутся «плодородными … на научные открытия».

## Климат

Циклы Вильсона в климатической истории Земли

В течение последних 1,1 млрд лет в истории Земли наблюдались три сменявших друг друга цикла «ледниковый период — потепление», называемых циклами Вильсона. Более продолжительные тёплые периоды (термоэры) характеризовались равномерным климатом, большим разнообразием животного и растительного мира, преобладанием карбонатных осадков и эвапоритов. Холодные периоды с оледенениями на полюсах (криоэры) сопровождались сокращением биоразнообразия, терригенными и гляциальными осадками. Причиной цикличности считают периодический процесс соединения континентов в единый материк (Пангею) и его последующего распада.
Мезозойская эра — самый тёплый период в фанерозойской истории Земли. Мезозойская термоэра началась в триасовом периоде и закончилась в позднем меловом. В течение 180 млн лет даже в приполярных областях не было устойчивого ледяного покрова. Климат был большей частью тёплым и ровным, без существенных температурных градиентов, хотя в северном полушарии и существовала климатическая зональность. Большое количество парниковых газов в атмосфере способствовало равномерному распределению тепла. Экваториальные области характеризовались тропическим климатом (область Тетис—Панталасса) с среднегодовой температурой +25…+30 °C. До 45—50° с. ш. простиралась субтропическая область (Перитетис), далее пролегал умеренно-тёплый бореальный пояс, а приполярные области характеризовались умеренно-прохладными температурами. Климат был большей частью сухой в первой половине эры и влажный во второй. Отмечались небольшие похолодания в позднем юрском периоде и первой половине мелового, сильное потепление в середине мелового (так называемый меловой температурный максимум), примерно в это же время появляется экваториальный климатический пояс.

## Флора и фауна

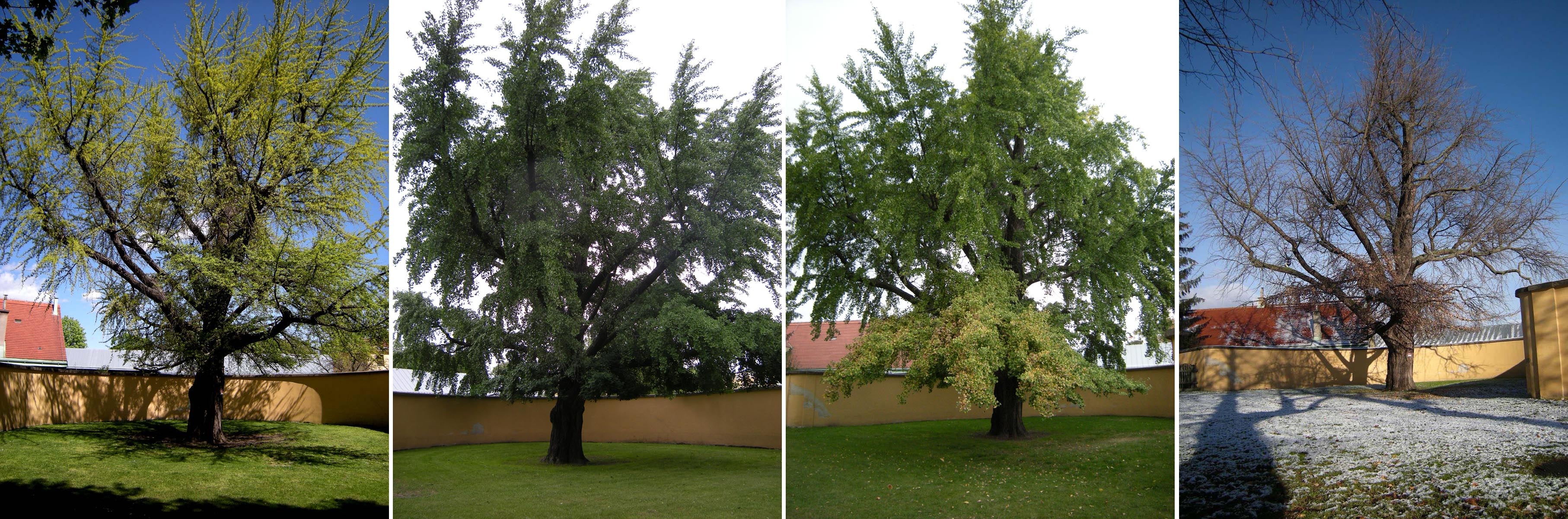
Растения класса гинкговых. Они были широко распространены на Земле в мезозойскую эру.

Вымирают гигантские папоротники, древесные хвощи, плауны. В триасе достигают расцвета голосеменные растения, особенно хвойные. В юрском периоде вымирают семенные папоротники и появляются первые покрытосеменные растения (тогда представленные только древесными формами), постепенно распространившиеся на все материки. Это обусловлено рядом преимуществ — покрытосеменные имеют сильно развитую проводящую систему, что обеспечивает надёжность перекрёстного опыления, зародыш снабжается запасами пищи (благодаря двойному оплодотворению развивается триплоидный эндосперм), защищён оболочками и так далее.
В животном мире достигают расцвета насекомые и рептилии. Рептилии занимают господствующее положение и представлены большим числом форм.
В триасовом периоде появляются летающие ящеры, которые «завоёвывают» воздушную среду. В меловом периоде специализация рептилий продолжается, они достигают громадных размеров. Масса некоторых из динозавров достигала 50 тонн.
Начинается параллельная эволюция цветковых растений и насекомых-опылителей.
В конце мелового периода наступает похолодание, сокращается ареал околоводной растительности. Вымирают растительноядные, за ними хищные динозавры. Крупные рептилии сохраняются только в тропическом поясе (крокодилы). Вследствие вымирания динозавров и некоторых других архозавров начинается быстрая адаптивная радиация птиц и млекопитающих, занимающих освободившиеся экологические ниши. В морях вымирают многие формы беспозвоночных и теплокровных морских ящеров, экологические ниши которых аналогичны месту современных зубатых китов.
Птицы, по мнению большинства палеонтологов, произошли от одной из групп динозавров или близких к ним архозавров. Полное разделение артериального и венозного кровотоков, давно произошедшее в эволюционной линии архозавров, обусловило их теплокровность. Они широко распространились по суше и дали начало множеству жизненных форм, среди которых доминировали летающие или парящие. Крокодилы, напротив, утратили прогрессивные черты их предков-крокодиломорфов (также архозавров) при переходе к полуводному образу жизни, требующему пониженного уровня обмена веществ.
Возникновение млекопитающих связано с рядом крупных ароморфозов, возникших у одной из групп синапсид. Ароморфозы млекопитающих, в сравнении с их предками-терапсидами, включают высокоразвитую нервную систему, особенно коры больших полушарий, обеспечившая приспособление к условиям существования путём изменения поведения, перемещение конечностей с боков под тело, возникновение органов, обеспечивающих развитие зародыша в теле матери и последующие выкармливание молоком. Среди признаков, которые с высокой долей вероятность могли иметься уже у терапсид, можно назвать появление шерстяного покрова, полное разделение кругов кровообращения, возникновение альвеолярных лёгких, повысивших интенсивность газообмена и как следствие — общий уровень обмена веществ.
Млекопитающие появились в триасе, но не могли конкурировать с теплокровными завропсидами в лице динозавров и наземных крокодиломорфов, и на протяжении более 150 млн лет занимали подчинённое положение в экологических системах того времени.